# Stazione di Cassano allo Ionio
Stazione di Cassano allo Ionio 1970-ben bezárt vasútállomás Olaszországban, Cassano all’Ionio településen.

## Vasútvonalak
Az állomást az alábbi vasútvonalak érintették:
- Lagonegro-Castrovillari-Spezzano Albanese-vasútvonal

## Kapcsolódó állomások
A vasútállomáshoz az alábbi állomások vannak a legközelebb: